# Шифер, Ярослав
Я́рослав Ши́фер (хорв. Jaroslav Šifer; 12 августа 1895, Аграм, Австро-Венгрия — 29 ноября 1982, Загреб, СФРЮ) — югославский хорватский футболист, защитник. Участник Олимпиады 1920 года.

## Карьера

### Клубная
Ещё до Первой мировой войны начал выступать в составе загребского клуба «Граджянски», в котором в 1923 году, вместе с командой, стал первым в истории чемпионом Югославии (Королевства СХС), одержав победу в созданном в том году турнире. Играл в составе сборной Загреба, за которую провёл 15 матчей.

### В сборной
В составе главной национальной сборной Королевства СХС дебютировал 28 августа 1920 года, в матче против сборной Чехословакии на Олимпиаде 1920 года, эту встречу его команда проиграла со счётом 0:7, а последний раз сыграл за сборную 1 октября 1922 года в товарищеском матче в Загребе со сборной Польши. Единственный гол забил с пенальти 8 июня 1922 года на 35-й минуте проходившего в Белграде товарищеского матча со сборной Румынии, став, благодаря этому, не только первым в истории сборной игроком, бившим пенальти, но и первым, кому удалось сделать это результативно, однако, его команде это не помогло, поскольку затем соперник всё таки вырвал победу в матче, забив 2 безответных мяча. Всего провёл за сборную 6 матчей, забил 1 гол.

## После карьеры
По профессии был плотником, занимался столярным ремеслом.
Умер на 88-м году жизни 29 ноября 1982 года в Загребе.

## Достижения

### Командные
Чемпион Королевства СХС: (1)
- 1923